# La chiave misteriosa
La chiave misteriosa (Night Key) è un film del 1937 diretto da Lloyd Corrigan.
È un film thriller statunitense con alcuni elementi fantascientifici che vede come protagonisti Boris Karloff, Warren Hull e Jean Rogers.

## Produzione
Il film, diretto da Lloyd Corrigan su una sceneggiatura di Jack Moffitt e Tristram Tupper e un soggetto di William A. Pierce, fu prodotto da Robert Presnell Sr. per la Universal Pictures e girato negli Universal Studios a Universal City, California, dal 18 gennaio 1937 al 16 febbraio 1937.

## Distribuzione
Il film fu distribuito con il titolo Night Key negli Stati Uniti dal 2 maggio 1937 (première a New York il 18 aprile) al cinema dalla Universal Pictures.
Altre distribuzioni:
- in Svezia il 10 settembre 1937 (Nattens gåta)
- nei Paesi Bassi il 15 ottobre 1937 (De nachtsleutel)
- in Francia il 24 novembre 1937
- in Danimarca il 27 giugno 1938 (Nattens Gaade)
- in Portogallo il 15 maggio 1940 (Chave Misteriosa)
- in Belgio (Alerte la nuit)
- in Brasile (A Chave Noturna)
- in Spagna (Alarma en la ciudad)
- in Italia (La chiave misteriosa)
- in Austria (Nachtschlüssel)
- in Grecia (O Frankenstein aihmalotos)

## Critica
Secondo Fantafilm "gli elementi fantascientifici sono poco rilevanti" e il film apparirebbe "una versione povera e concentrata delle avventure dei popolari serial di quegli anni nei quali la figura dell'inventore geniale ricattato dai malviventi".